# Белоколос, Дмитрий Захарович
Дми́трий Заха́рович Белоко́лос (укр. Дмитро Захарович Білоколос; 5 февраля 1912 — 9 февраля 1993, Киев, Украина) — советский партийный и государственный деятель, дипломат. Чрезвычайный и полномочный посол.

## Биография
Окончил Бердянский педагогический техникум (1931), затем обучался на историческом факультете Харьковского государственного университета (1933—1934), окончил Сталинский педагогический институт (1948) и Академию общественных наук при ЦК КПСС (1955). Кандидат философских наук (1955). Преподавал в городах Сталино (ныне Донецк) и Макеевке.
- В 1936—1941 годах — преподаватель истории, директор средней школы в Сталино.
- В 1941—1945 годах — участник Великой Отечественной войны[2].
- В 1947—1952 годах — заведующий отделом агитации и пропаганды, секретарь Донецкого горкома Компартии Украины.
- В 1952—1955 годах — слушатель Академии общественных наук при ЦК КПСС.
- С 1955 года — заведующий отделом науки и культуры, секретарь Донецкого обкома КПУ.
- С 16 марта 1966 по 11 июня 1970 года — министр иностранных дел Украинской ССР.
- С 10 июня 1970 по 23 июня 1976 года — чрезвычайный и полномочный посол СССР в Замбии[3].
- С 16 сентября 1970 по 23 июня 1976 года — чрезвычайный и полномочный посол СССР в Ботсване по совместительству[4].

С 1976 года в отставке.
У Дмитрия Белоколоса было двое сыновей: Валерий (1934—2000) и Евгений (род. 1939), ставший учёным в области математической и теоретической физики.